# Bazów
Bazów is een plaats in het Poolse district  Sandomierski, woiwodschap Święty Krzyż. De plaats maakt deel uit van de gemeente Łoniów en telt 160 inwoners.